# Mečkovac
Mečkovac (Servisch cyrillisch Мечковац) is een plaats in de Servische gemeente Vranje. De plaats telt 169 inwoners (2002).